# لودفيغ ديل
لودفيغ ديل (بالألمانية: Ludwig Dill)‏ هو رسام ألماني، ولد في 2 فبراير 1848 في غيرنسباخ في ألمانيا، وتوفي في 24 أكتوبر 1940 في كارلسروه في ألمانيا.